# Slizečka porcelánová

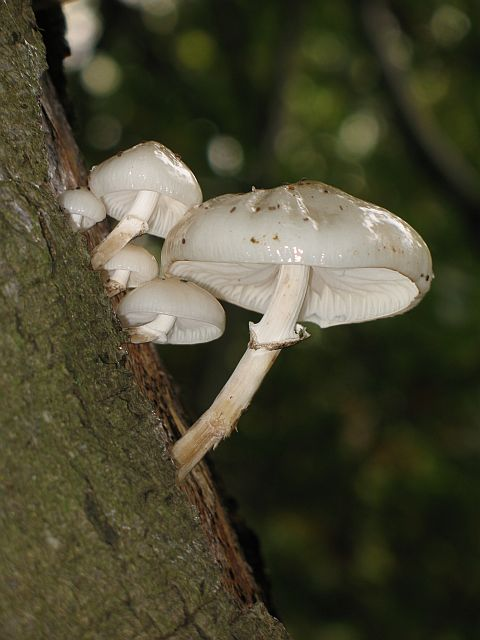
Plodnice houby slizečka porcelánová na buku.

Slizečka porcelánová (Oudemansiella mucida) je houba z řádu pečárkotvaré Agaricales, čeledě Physalacriaceae způsobující choroby rostlin. V červenci až září podle jiného zdroje od srpna až do listopadu , roste v trsech nebo jednotlivě na odumřelém (jako rozkladač) i živém (jako parazit) bukovém dřevě. 

## EPPO kód

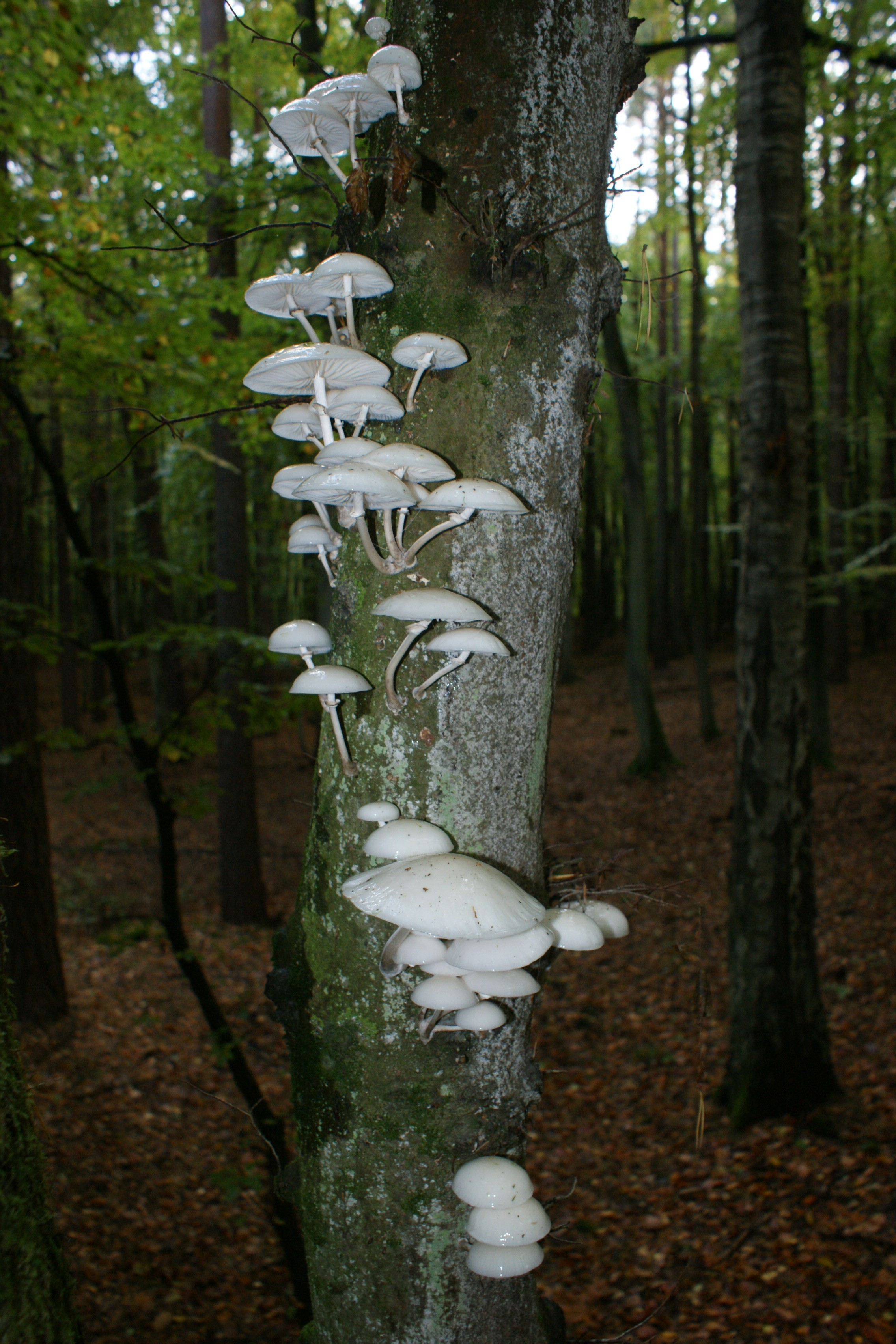
Plodnice na kmeni, Woliński Park Narodowy, Polsko.

OUDEMU

## Synonyma

### Vědecké názvy
Podle biolib.cz a eol.org je pro patogena s označením Oudemansiella mucida používáno více rozdílných názvů, například Armillaria mucida nebo Mucidula mucida.

### České názvy
- slizečka slizká

## Zeměpisné rozšíření
Evropa  
Podle některých informací se výskyt druhu shoduje s výskytem buku v Evropě.

## Popis
Plodnice vysoká od 3.0 cm do 10.0 cm roste v trsech, někdy i ve značné výšce. Klobouk plodnice bývá o průměru až 8 cm, polokruhovitý, zprohýbaný, zvlněný, až vyklenutý, slizký, bílý, hnědavý až světle šedý, za vlhka až průsvitný, tenký, lesklý, později rozmanitě svraskalý až plihý, jinak měkce pružný, od okraje rýhovaný.  
Dužina je čistě bílá, měkká, bez vůně, s trochu nakyslou chutí. Výtrusný prach je bílý, výtrusy bazbarvé, skoro kulovité, hladké. Kulovité až oválné, hladké s velmi silnou stěnou 14-18 x 11-16 μm. Mezi bazidiemi jsou v roušku neplodné buňky - cystidy, které jsou značně velké. Mycelium způsobuje bílou hnilobu dřeva.

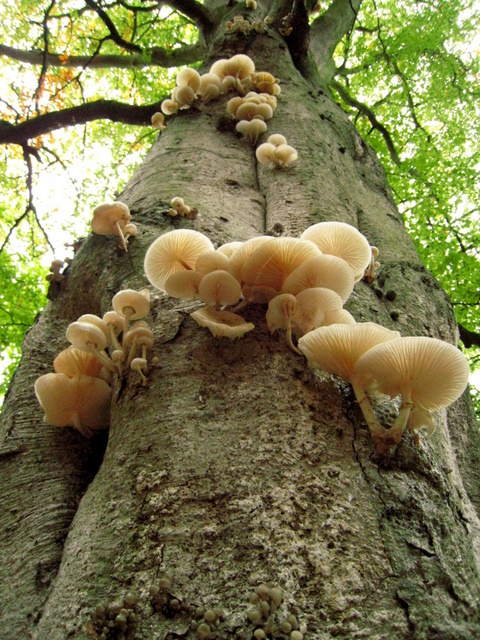
Napadený živý strom (buk) v Anglii, Fyvie Castle.

## Hostitel
Většinou se živí mrtvými tkáněmi opadavých dřevin nebo na jejich odumřelých částech
- buk (Fagus)
- javor babyka (Acer campestre)
- javor klen (Acer pseudoplatanus)
- dub (Quercus)
- olše (Alnus)
- slivoň (Prunus)
- lípa (Tilia)
- bříza (Betula)
- jasan (Fraxinus)

Může poškozovat i živé stromy, například druh buk (Fagus) a vzácně habr (Carpinus) a dub (Quercus)

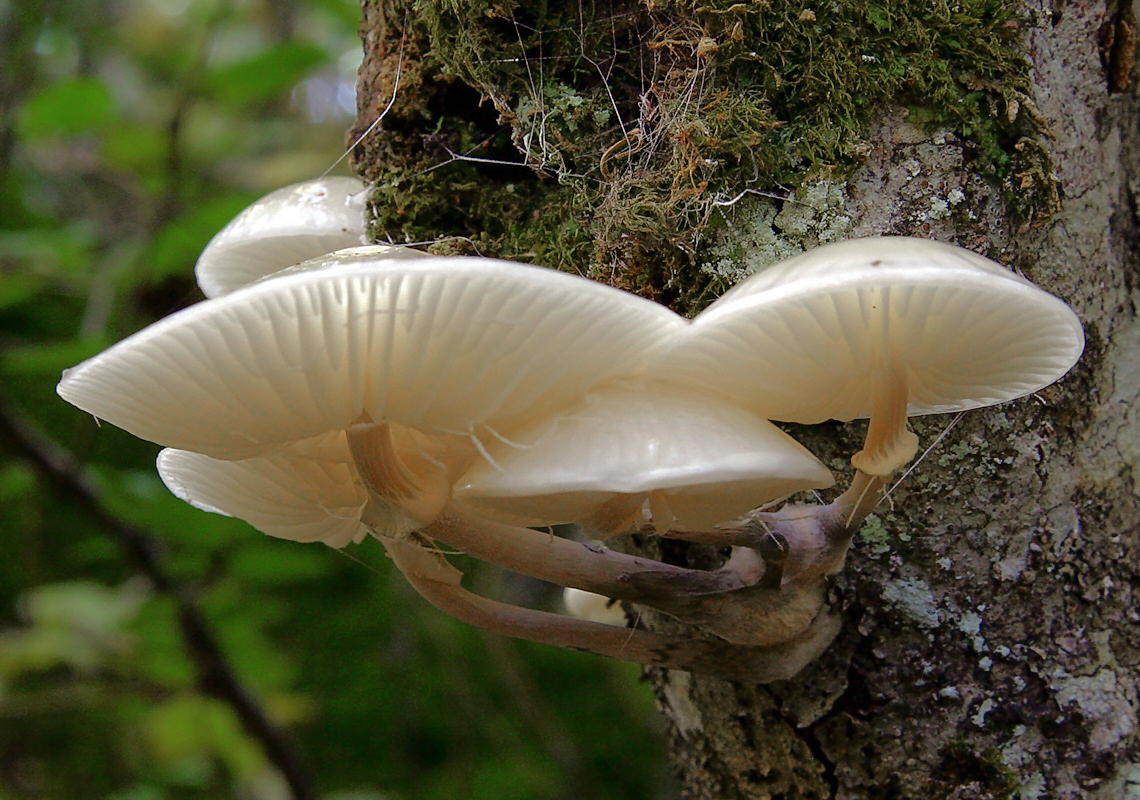
Pohled na plodnici, zblízka.

## Příznaky
Plodnice na větvích nebo kmeni.

## Význam
Není příliš hojná, ale na některých lokalitách může být větší výskyt,  Podle jiného zdroje roste roztroušeně až hojně v bukových lesích.  Podhoubí obsahuje antifungálně působící látku mucidin, která působí proti kožním mykózám.
Plodnice je jedlá, bez výrazné chuti.

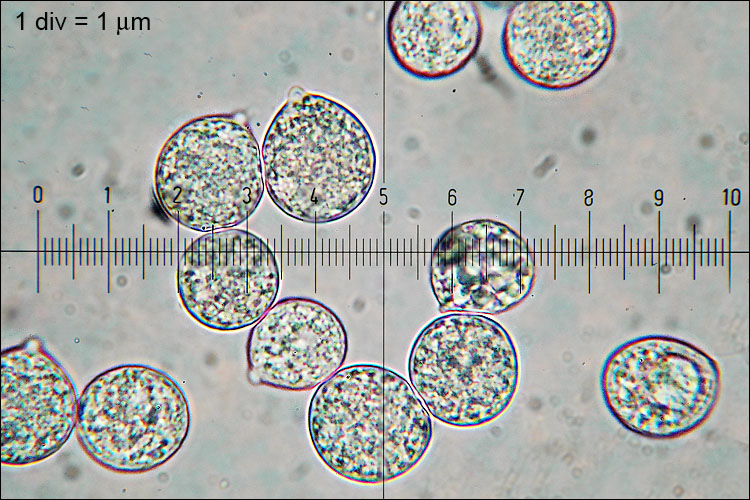
Výtrusy.

## Ekologie
Lesy, pralesy, někdy parky nebo starší a zahuštěné výsadby.

## Šíření
Vzduchem.

## Ochrana rostlin
Odstranění napadených částí.

## Obsahové látky

### Strobilurin
Byl objeven u houby Oudemansiella mucida, která látku uvolňuje jako silný fungicid odrazující nebo ničící konkurenty. Tyto druhy chemických sloučenin se používají pro ochranu plodin před útoky padlí a jiných hub jako fungicidy.

### Mucidin
Mucidin a strobilurin, antimykotické antibiotikum izolované z Oudemansiella mucida a Strobiluris tenacellus, inhibují přenos elektronů v cyklu mitochondriálního dýchání. Obě tyto sloučeniny mají stejné účinky na oxidačně-redukční reakce cytochromu b a C1. Strobilurin A je podle studie identický s mucidinem.

Plodnice na odumřelém kmeni.